# محمد أنيس الأروادي
محمد أنيس الأروادي (1953 بيروت  (المصيطبة سجل 619) ) هو المدير العام للأوقاف الإسلامية في لبنان  وعضو سابق في المجلس الإسلامي الشرعي الأعلى التابع لدار الفتوى في بيروت. و أستاذ بكلية الشريعة بجامعة بيروت الإسلامية

## تعليم
- خريج مدارس بيروت الرسمية.
- حائز على البكالوريا اللبنانية فرع العلوم الاختبارية سنة 1973م.
- حائز على شهادة الدكتوراه في الطب الداخلي سنة 1983م من جامعة بولونيا في إيطاليا.
- حائز على الإجازة العالية في الشريعة الإسلامية سنة 2000م من جامعة بيروت الإسلامية التابعة لدار الفتوى .
- حائز على الماجستير في الشريعة الإسلامية (اختصاص الفقه المقارن بدرجة ممتاز من جامعة بيروت الإسلامية التابعة لدار الفتوى، الموضوع الموت الدماغي وزراعة الأعضاء دراسية فقهية مقارنة، سنة 2006م).
- حائز على الدكتوراه في الشريعة الإسلامية ( الفقه المقارن بدرجة ممتاز من جامعة بيروت الإسلامية التابعة لدار الفتوى، الموضوع فلسفة التفسير المعاصر، سنة 2010م).

## مناصب ومشاركات
- لا يزال يمارس مهنة الطب الداخلي العام في عيادته في مدينة بيروت منطقة عائشة بكار.
- خطيب ومدرس في مساجد بيروت منتدب من دار الفتوى.
- ناقش العديد من الرسائل الجامعية في مواضيع مختلفة في جامعة بيروت الإسلامية التابعة لدار الفتوى والمعهد العالي للدراسات الإسلامية (المقاصد) (ماجستير ودكتوراه).
- أستاذ محاضر في مواد: فقه السيرة، وتفسير آيات الأحكام، والفكر الإسلامي، ومناهج المفسرين، ودلائل الإعجاز في القرآن الكريم في كلية الشريعة التابعة لدار الفتوى في بيروت.
- مشرف على العديد من الرسائل الجامعية (ماجستير ودكتوراه).
- مشارك دائم في الإطلالات الإعلامية الإسلامية التلفزيونية والإذاعية.
- يجيد اللغة الإنكليزية والإيطالية بطلاقة والعربية لغته الأم.

## جائحة كورونا
- في 8 مايو 2020 فُتِحت المساجد لأداء صلاة الجمعة، بناء على المعطيات والمشاورات التي يتم التداول فيها بين مفتي الجمهورية الشيخ عبد اللطيف دريان والمفتين في المناطق وأمين الفتوى في الجمهورية اللبنانية الشيخ أمين الكردي والمدير العام للأوقاف الإسلامية الشيخ محمد أنيس الاروادي مع الأطباء من أهل الاختصاص الخبراء حول جائحة كورونا.[3]